# 珀塞爾 (印地安納州)
珀塞爾（英語：Purcell）是位於美國印地安納州諾克斯縣的一個非建制地區。該地的面積和人口皆未知。